# Allen Barnett
Allen Barnett (* 23. Mai 1955 in Joliet, Illinois; † 14. August 1991 in New York City) war ein US-amerikanischer Autor, LGBT- und AIDS-Aktivist.

## Leben
Seine Mutter war Margaret Barnett. Er hatte vier Schwestern, Debby, Cindy, Donna, Rhonda, und zwei Brüder, Dale und Ricky.
Barnett studierte Theater an der Loyola University Chicago in Chicago. Von Chicago zog er nach New York City, um dort als Schauspieler zu arbeiten. In New York City studierte er weiter an der Columbia University in Manhattan. Barnett arbeitete bei der US-amerikanischen Organisation Gay Men's Health Crisis und war Mitgründer der Organisation Gay and Lesbian Alliance Against Defamation (GLAAD).
Barnett veröffentlichte als Autor zu Lebzeiten eine Sammlung an Kurzgeschichten unter dem Buchtitel The Body and Its Dangers. Das Buch gilt weithin als eine der künstlerisch bedeutendsten Darstellungen des schwulen Lebens auf dem Höhepunkt der AIDS-Krise. Das Buch gewann 1991 den Lambda Literary Award. Ebenso wurde das Buch mit dem Hemingway Foundation PEN Award ausgezeichnet. Barnett verstarb im Alter von 36 Jahren am 14. August 1991 an den Folgen von AIDS in New York City.

## Werke (Auswahl)
The Body and Its Dangers, 1990

## Auszeichnungen und Preise (Auswahl)
- 1991: Lambda Literary Award, 1991, für The Body and Its Dangers
- 1991: Hemingway Foundation PEN Award für The Body and Its Dangers
- 1991: Ferro-Grumley-Preis für The Body and Its Dangers